# Carex aureolensis
Carex aureolensis är en halvgräsart som beskrevs av Ernst Gottlieb von Steudel. Carex aureolensis ingår i släktet starrar, och familjen halvgräs. Inga underarter finns listade i Catalogue of Life.